# Tellururo di cadmio
Il tellururo di cadmio è un composto chimico cristallino e stabile formato da cadmio e tellurio con una struttura cristallina di blenda.

## Proprietà fisiche
- Costante di reticolo: 0.648 nm a 300K
- Modulo di elasticità: 52 GPa
- Modulo di Poisson: 0.41

## Proprietà termiche
- Conducibilità termica: 6.2 W·m/m2·K a 293 K
- Calore specifico:210 J/kg·K a 293 K
- Coefficiente di dilatazione termica: 5.9×10−6/K a 293 K[3]

## Tossicità
Il tellururo di cadmio è tossico se ingerito, se la sua polvere viene inalata, o se è maneggiato in modo scorretto (cioè senza appositi guanti e altre precauzioni di sicurezza).
Il materiale è stabile a temperatura ambiente. Nei pannelli fotovoltaici si garantisce l'incapsulamento del materiale, ma in caso di incendio - ovviamente - non può esistere nessun tipo di protezione in grado di evitare l'esplosione del modulo e quindi la dispersione nell'ambiente della sostanza altamente inquinante. In base alla normativa europea "Direttiva 2004/107/CE del Parlamento Europeo e del Consiglio del 15 dicembre 2004 concernente l'arsenico, il cadmio, il mercurio, il nickel e gli idrocarburi policiclici aromatici nell'aria ambiente", recepita in Italia con il "Decreto legislativo 3 agosto 2007, n. 152" e con il successivo "Decreto legislativo 26 giugno 2008, n. 120", le quantità d'inquinante disperso nell'ambiente devono rientrare in determinati parametri.
Studi sulla pericolosità ambientale e la sua tossicità per l'uomo sono stati condotti da V. Fthenakis, S. Morris, P. Moskowitz e D. Morgan D. nel 1999 e poi pubblicati nel report "Toxicity of Cadmium Telluride, Copper Indium Diselenide, and Copper Gallium Diselenide" del 2000.

## Applicazioni
Viene utilizzato principalmente per la costruzione delle celle solari: si tratta di un semiconduttore con caratteristiche simili all'arseniuro di gallio o al silicio ma meno costoso, poiché sia il cadmio che il tellurio sono considerati materiali di scarto nei processi di estrazione dei minerali non ferrosi.
L'efficienza dichiarata dai produttori è dell'ordine 15% (max), su moduli 10%, in realtà la resa pone questa tecnologia in fondo alle tabelle di comparazione, dove si intende come efficienza il miglior rapporto tra potenza di picco (Wp) e superficie del dispositivo (m²), con valori inclusi tra il 6% e 9%.